# Nadbiskupija Aix
Nadbiskupija Aix je rimokatolička nadbiskupija u Francuskoj. Sjedište joj je u gradu Aix-en-Provence.  Nadbiskupija pokriva departman Bouches-du-Rhône (bez arondismana Marseillesa) u regiji Provence-Alpes-Côte d'Azur. Predstavlja sufragansku nadbiskupiju Marseilleske nadbiskupije.
Osnovana je u 1. stoljeću u tadašnjem rimskom gradu Aquae Sextiae, a nadbiskupijom je proglašena u 5. stoljeću. Nakon Konkordata je postala sufragan Marsejskoj nadbiskupiji, dobivši dotadšnje biskupije Arles i Embrun, i naziv Nadbiskupija Aix (-Arles-Embrun). Godine 2007. je preimenovana u Nabdiskupiju Aix (-Arles). 
Trenutni nadbiskup je Christophe Dufour.

## Vanjske poveznice
- http://www.catholic-hierarchy.org/diocese/daixf.html